# Bong

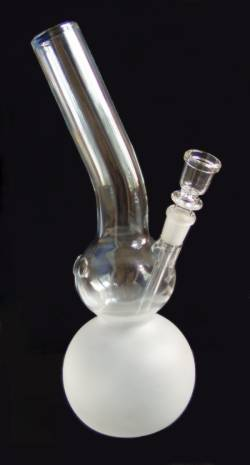
Bong de vidro temperado com cilindro anatômico

Bong, bongo ou water pipe, também conhecido como purificador ou cachimbo de água (este último nome é utilizado pelo menos em Portugal), é um aparelho utilizado para fumar qualquer tipo de erva, normalmente cannabis, tabaco e derivados. Seu design faz com que a fumaça entre em contato com a água e se concentre antes de ser inalada, assim como em um Narguilé. O indivíduo puxa o ar para dentro da câmara - o tamanho deste reservatório é variado; quanto maior, mais quantidade de fumaça é armazenada. Além disso, toda a fumaça é resfriada ao "borbulhar" na água, suavizando o contato com as vias respiratórias. Uma grande quantidade de "fumaça fria" pode ser inalada rapidamente sem o menor esforço.
O método da bongada é considerado pelos usuários como um modo mais saudável de fumar a cannabis, um meio "redutor de danos", pois resfria a fumaça e a purifica com a água, ao invés de outros métodos como utilização de pipe ou cigarro que deixam a brasa muito próximas à face e fazem a fumaça esquentar a garganta, causando posteriores danos de faringe. É provável que indivíduos que praticam esta técnica são menos sujeitos a alguns tipos de câncer, ou pode-se prevenir outras inconsistências do método tradicional, mas isto varia de acordo com a área de contato entre a fumaça e a água, além de profundidade do cano e materiais utilizados.

## Materiais
A palavra bong vem do termo tai baung que significa um pedaço cortado de bambu. Ele pode ser composto de diversos materiais. Acrílico, vidro e cerâmica são os mais comuns. As cores, tamanhos e formatos são  diversos. Muitos países possuem Leis que proíbem a posse deste tipo de acessório. Isto dificulta a aquisição destes objetos. Eles costumam ser vendidos em tabacarias para consumo exclusivo de tabaco. É possível fazer um bong a partir de vegetais e frutas, mas estes devem ser descartados após o uso. Existe uma grande variedade de cores e estilos oferecidos.
Há também a vertente caseira feita com garrafa PET e tubo de caneta esferográfica onde a função é a mesma do bong tradicional porém com esta "facilidade".

## Varadinha
A varadinha consiste em carburar todo conteúdo do cone com uma puxada só, sem o uso da telinha, trazendo todo conteúdo em direção à água. O método, sustentado na técnica de respiração adequada, chamada Final Sprint, consiste em inicialmente uma puxada moderada e constante, que resulta na concentração de fumaça na parte central, seguida por uma puxada forte finalizando o conteúdo do cone e trazendo a fumaça de maneira viril em direção aos pulmões.
É considerada muito eficaz se for utilizado o procedimento correto. Pode-se refrescar a fumaça com o auxílio de gelos no cano central.
A maneira mais comum consiste em carburar fumo seco com um pouco de tabaco ou cigarro puro tostado (ou não), embora já foi constatado casos em que o usuário combinava a varadinha com o método "Pure-Crive", causando baixa de pressão extrema, formigamento no rosto e nos lábios e desmaios.

## Pure-Crive
"Pure Crive" é uma bongada pelo método convencional, só que com o detalhe de o cone preparado ser constituído apenas de cigarro puro tostado (ou não).
A pure crive causa uma acentuada baixa da pressão e enjoo, podendo levar à regurgitação.

## Sessão (Sesh)
Com o aumento do uso recreativo de fumo seco no século XXI, o utensílio ganhou forte notoriedade entre rodas de amigos. Desfrutando do prazer de uma resenha intensa, tais encontros passaram e ser denomidados de "sessão", nos quais a utilização do Bong ocorre de maneira desenfreada.
A utilização do instrumento de forma intensificada deve ser cautelosa, visto as amplas objeções apontadas nos métodos "Varadinha" e "Pure-Crive".

## Vaporizadores, ingestão e outros modos de consumo
O vaporizador é um aparelho eletrônico que esquenta a maconha até um certo nível onde ela não carbura, somente as substâncias desejadas são vaporizadas e então fumadas pelo usuário, se provando o modo mais seguro para o consumo de cannabis existente, praticamente anulando os malefícios do consumo da maconha e sendo usado até para tratamento de doenças pulmonares; Outro modo conhecido para uso da cannabis é pela ingestão através de preparados (bhang feito com leite e outros doces), pratos, manteigas, chocolates, se provando também um modo muito seguro para o consumo e sendo usado medicinalmente através do mundo.